# فيليب ماكي
فيليب ماكي (بالإنجليزية: Philip Mackie)‏ كاتب سيناريو تلفزيوني وسينمائي بريطاني. ولد في سالفورد في لانكشر بإنجلترا. تخرج في عام 1939 من كلية لندن الجامعية وعمل في وزارة الإعلام البريطانية في قسم الأفلام حيث بدأت هناك مسيرته السينمائية.

## أعماله
في أغسطس عام 1955 أصبح ماكي جنباً إلى جنب مع نايجل نيل، بصفتهم أول كتاب سيناريو تم توظيفهم من قبل بي بي سي التلفزيونية؛ كتاب السيناريو كان يتم توظيفهم غالباً بعقود قصيرة الأجل أو بعقود مستقلة.
كان ماكي المنتج والكاتب في الدراما التاريخية سلسلة القياصرة 1968 وكان لصالح التلفزيون المستقل وكان قصته عن جوليو-كلودين الأباطرة الرومان وكتب في وقت لاحق في عام 1976 مسلسل نابليون والحب, بطولة إيان هولميتحدث عن نابليون بونابرت وعلاقاته مع النساء بوصفها خلفية صعوده كحاكم ثم سقوطه من امبراطوريته على فرنسا. وفي عام 1977 قام بكتابة مسلسل "Raffles" القصصي لصالح تلفزيون يوركشير.
كما كتب سيناريو للتلفزيون عن مثلي الجنس مثل السيرة الذاتية لكوينتن كريسب و The Naked Civil Servant من بطولة جون هيرت والذي فاز بجائزة البافتا لأفضل ممثل في عام 1976.

## الحياة العائلية
لدى ماكي أربع بنات هن: سوزان، تشارلوت، الكسندرا، باربرا. ولديه حفيدة واحدة هي الممثلة بيرل ماكي.

## الحواشي
1. 1 2  Internet Movie Database (بالإنجليزية), QID:Q37312
2. 1 2  filmportal.de | Philip Mackie، QID:Q15706812
3. ↑  Internet Movie Database
4. ↑  Murray, p. 48.
5. ↑  Hughes، Sarah (9 أبريل 2017). "Doctor Who's Pearl Mackie: 'When I was little there weren't many people like me on TV'". الغارديان. مؤرشف من الأصل في 2018-10-23. اطلع عليه بتاريخ 2017-04-09.

## وصلات خارجية
- فيليب ماكي على موقع IMDb (الإنجليزية)
- فيليب ماكي على موقع ألو سيني (الفرنسية)
- فيليب ماكي على موقع أول موفي (الإنجليزية)
- فيليب ماكي على موقع قاعدة بيانات الأفلام السويدية (السويدية)
- فيليب ماكي على موقع قاعدة بيانات الفيلم (الإنجليزية)
- فيليب ماكي على موقع كينوبويسك (الروسية)
- فيليب ماكي سكرين أونلاين